# Ivan Heško
Ivan Tarasovyč Heško (in ucraino Іван Тарасович Гешко?; Kicman', 19 agosto 1979) è un mezzofondista ucraino, medaglia d'oro nei 1500 metri piani ai Mondiali indoor di Mosca 2006.
Nella stessa specialità ha vinto in carriera anche un bronzo ai Mondiali di Parigi Saint-Denis 2003 e un oro agli Europei indoor di Madrid 2005.

## Palmarès
| Anno | Manifestazione  | Sede        | Evento       | Risultato  | Prestazione | Note                  |
| ---- | --------------- | ----------- | ------------ | ---------- | ----------- | --------------------- |
| 2000 | Giochi olimpici | Sydney      | 1500 m piani | Batteria   | 3'41"80     |                       |
| 2001 | Europei U23     | Amsterdam   | 1500 m piani | Argento    | 3'39"37     |                       |
| 2003 | Mondiali indoor | Birmingham  | 1500 m piani | 5º         | 3'44"56     |                       |
| 2003 | Mondiali        | Saint-Denis | 1500 m piani | Bronzo     | 3'33"17     |                       |
| 2004 | Mondiali indoor | Budapest    | 1500 m piani | Argento    | 3'52"34     |                       |
| 2004 | Giochi olimpici | Atene       | 800 m piani  | Semifinale | 1'46"66     |                       |
| 2004 | Giochi olimpici | Atene       | 1500 m piani | 5º         | 3'35"82     |                       |
| 2005 | Europei indoor  | Madrid      | 1500 m piani | Oro        | 3'36"70     | Record dei campionati |
| 2005 | Mondiali        | Helsinki    | 1500 m piani | 4º         | 3'38"71     |                       |
| 2005 | Universiadi     | Smirne      | 1500 m piani | Oro        | 3'49"49     |                       |
| 2006 | Mondiali indoor | Mosca       | 1500 m piani | Oro        | 3'42"08     |                       |
| 2006 | Europei         | Göteborg    | 1500 m piani | Argento    | 3'39"50     |                       |
| 2007 | Mondiali        | Osaka       | 1500 m piani | Batteria   | 3'42"08     |                       |

## Altre competizioni internazionali
2006
- Argento in Coppa del mondo ( Atene), 1500 m piani - 3'53"33

2007
- Oro al Meeting de Atletismo Madrid ( Madrid), 1500 m piani - 3'37"57